# Eumops
Eumops är ett släkte av fladdermöss som ingår i familjen veckläppade fladdermöss.

## Utseende
Arterna blir 40 till 130 mm långa (huvud och bål), har en 35 till 80 mm lång svans och 37 till 83 mm långa underarmar. Små arter som Eumops bonariensis väger bara omkring 7 g och större arter som Eumops underwoodi kan väga 65 g. Pälsen har på ovansidan en brun, grå eller svart färg och en något ljusare färg på buken. Släktets medlemmar har stora runda öron som träffar varandra på hjässan. Ibland förekommer en säckformig körtel på strupen. Hos dessa arter som har körteln är den bättre utvecklad hos hanarna.

## Ekologi
Individerna vilar i bergssprickor, i tunnlar, i träd och i byggnader. Vanligen bildas vid viloplatsen flockar med 10 till 20 medlemmar, ibland upp till 70 individer. Oftast föds en unge per kull och ibland tvillingar. Ungarna diar sin mor 5 till 8 veckor.
Andra uppgifter om levnadssättet finns bara för enskilda arter. Eumops perotis jagar mindre insekter. Populationer som lever i tempererade regioner blir slö under vintern. Arten vandrar inte till varmare områden före vintern men den byter mellan flera olika viloplatser i utbredningsområdet.

## Arter och utbredning
Arter enligt Wilson & Reeder (2005) samt IUCN:
- Eumops auripendulus, från södra Mexiko till norra Argentina.
- Eumops bonariensis, från södra Mexiko till centrala Argentina.
- Eumops dabbenei, Colombia, Venezuela, Bolivia, Paraguay, norra Argentina.
- Eumops floridanus, Florida, listas ibland som underart till Eumops glaucinus.
- Eumops glaucinus, från södra Mexiko till norra Argentina inklusive västindiska öar.
- Eumops hansae, från södra Mexiko till centrala Bolivia.
- Eumops maurus, region Guyana.
- Eumops patagonicus, från södra Bolivia till centrala Argentina, en liten population i södra Argentina.
- Eumops perotis, två populationer, en i västra Nordamerika och den andra i Sydamerika.
- Eumops trumbulli, norra Sydamerika, västra Amazonområdet.
- Eumops underwoodi, från Arizona till Costa Rica.